# Fisklösen (Voxna socken, Hälsingland)
Fisklösen är en sjö i Ovanåkers kommun i Hälsingland och ingår i Ljusnans huvudavrinningsområde.